# Genotipatge
El genotipatge és el procés de determinar diferències en la composició genètica d'un individu examinant la seqüència d'ADN de l'individu mitjançant assaigs biològics i comparant-la amb la seqüència d'un altre individu o una seqüència de referència. Revela els al·lels que un individu ha heretat dels seus pares. El genotipatge tradicionalment és l'ús de seqüències d'ADN per definir poblacions biològiques mitjançant l'ús d'eines moleculars. No sol incloure la definició dels gens d'un individu.
Els mètodes actuals de genotipatge inclouen la identificació del polimorfisme de longitud del fragment de restricció (RFLP) de l'ADN genòmic, amplificació aleatòria d'ADN polimòrfic (RAPD) d'ADN genòmic, detecció de polimorfismes amplificats per longitud de fragment (AFLPD), reacció en cadena de la polimerasa (PCR), seqüenciació d'ADN, sondes d'oligonucleotids específics d'al·lel (ASO) i hibridació amb xips d'ADN. El genotipatge és important en la investigació de gens i variants de gens associats a malalties. A causa de les limitacions tecnològiques actuals, gairebé tot el genotipatge és parcial. És a dir, només es determina una petita part del genotip d'un individu, com per exemple amb (epi)GBS (genotipatge per seqüenciació) o RADseq. Les noves tecnologies de seqüenciació massiva prometen proporcionar en el futur un genotipatge de genoma complet (o seqüenciació de genoma complet).
El genotipatge s'aplica a una àmplia gamma d'individus, inclosos els microorganismes. Per exemple, es poden genotipar virus i bacteris. El genotipatge en aquest context pot ajudar a controlar la propagació de patògens, rastrejant-ne l'origen dels brots. Aquesta zona sovint es coneix com a epidemiologia molecular o microbiologia forense.
Els humans també es poden genotipar. Per exemple, quan es fan proves de paternitat o maternitat, els científics normalment només necessiten examinar 10 o 20 regions genòmiques (com el polimorfisme de nucleòtids simples (SNPs)), que representen una petita part del genoma humà.
Quan es genotipen organismes transgènics, es pot examinar una regió genòmica única per determinar el genotip. Un sol assaig de PCR és prou típic per genotipar un ratolí transgènic; el ratolí és el model d'elecció dels mamífers per a bona part de la investigació mèdica actual.